# 3776 Vartiovuori
3776 Vartiovuori este un asteroid din centura principală, descoperit pe 5 aprilie 1938 de Heikki Alikoski.